# Smittoidea levis
Smittoidea levis är en mossdjursart som först beskrevs av James Barrie Kirkpatrick 1890.  Smittoidea levis ingår i släktet Smittoidea och familjen Smittinidae.
Artens utbredningsområde är Röda havet. Inga underarter finns listade i Catalogue of Life.